# Ezri Dax
Ezri Dax is een personage uit het Star Trek universum, uit de serie Star Trek: Deep Space Nine. Ezri Dax werd gespeeld door de Canadese actrice Nicole de Boer.
Ezri Dax is een Trill: een samengesteld wezen bestaande uit een humanoïde gastlichaam met in dat lichaam een kleine symbiont. Ezri Dax is de negende drager van de Dax-symbiont.

## Biografie
Vaandrig Ezri Tigan was een Starfleet officier op de USS Destiny onder commando van kapitein Raymer. Nadat Jadzia Dax op ruimtestation Deep Space Nine gedood was, werd de Dax-symbiont door dr. Julian Bashir gered. De symbiont werd daarop aan boord van de USS Destiny naar de planeet Trill gestuurd om in een nieuw gastlichaam te worden geïmplanteerd. Maar tijdens de reis verslechterde de toestand van de symbiont: deze zou sterven voordat de bestemming bereikt was en daarom werd aan Ezri Tigan, de enige Trill aan boord, gevraagd om het nieuwe gastlichaam voor Dax te worden.
Ezri stemde toe, waarna ze als Ezri Dax werd gepromoveerd tot luitenant en aan ruimtestation Deep Space Nine werd toegewezen als adviseur.